# Valea Poienii (okręg Hunedoara)
Valea Poienii – wieś w Rumunii, w okręgu Hunedoara, w gminie Vorța. W 2011 roku liczyła 163 mieszkańców.